# Aphrophila trifida
Aphrophila trifida är en tvåvingeart som beskrevs av Alexander 1926. Aphrophila trifida ingår i släktet Aphrophila och familjen småharkrankar. Inga underarter finns listade i Catalogue of Life.